# Fickmühle (Emtmannsberg)
Fickmühle ist ein Gemeindeteil der Gemeinde Emtmannsberg im Landkreis Bayreuth (Oberfranken, Bayern). Fickmühle liegt in der Gemarkung Birk.

## Lage
Die Einöde liegt am Almosbach, einem linken Zufluss des Laimbachs. Ein Anliegerweg führt nach Birk (0,5 km nördlich).

## Geschichte
Gegen Ende des 18. Jahrhunderts gehörte Fickmühle zur Realgemeinde Birk. Die Hochgerichtsbarkeit stand dem bayreuthischen Stadtvogteiamt Creußen zu. Grundherr der Mühle war die Pfarrei Birk.
Von 1797 bis 1810 unterstand der Ort dem Justiz- und Kammeramt Pegnitz. Nachdem im Jahr 1810 das Königreich Bayern das Fürstentum Bayreuth käuflich erworben hatte, wurde Fickmühle bayerisch. Infolge des Ersten Gemeindeedikts wurde Fickmühle 1812 dem Steuerdistrikt Birk und der Ruralgemeinde Birk zugewiesen. Im Rahmen der Gebietsreform in Bayern wurde Fickmühle am 1. Mai 1978 in die Gemeinde Emtmannsberg eingegliedert.